# Barbara Nanning
Barbara Nanning (Den Haag, 3 januari 1957) is een Nederlands ontwerper, beeldhouwer, monumentaal kunstenaar, keramist en glaskunstenaar.

## Opleiding
Nanning volgde van 1974 tot 1979 haar opleiding bij Jan van der Vaart aan de Gerrit Rietveld Academie, afdeling keramische vormgeving, te Amsterdam. Tijdens haar opleiding liep Nanning stage bij de pottenbakker Pierre Mestre in La Borne, Frankrijk. In 1978 volgde Nanning een tweede stage bij Harry op de Laak op de afdeling Monumentale Vormgeving aan de Rijksacademie van Beeldende Kunsten in Amsterdam.

## Werk
Van 1978 tot 1985 werkte Nanning vanuit haar atelier-woning in de Amsterdamse Chasséstraat. Van 1978 tot 1980 deelde zij dit atelier met keramist Geert Lap. Vanaf 1985 werkt Nanning in haar atelier op WG-Plein 21 te Amsterdam. Sinds 2001 heeft Nanning daar ook een showroom (WG-Plein 65).
Haar werk bevindt zich wereldwijd in de collecties van 62 musea verspreid over 16 landen (waaronder Museum of Fine Arts Boston, Musée des Arts Décoratifs (Parijs), Stedelijk Museum Amsterdam, Design Museum Gent, Metropolitan Museum Seoul, en in particuliere collecties van onder anderen Airbus, Fundación Picasso en Mimi en Bill Gates Sr.

## Keramiek
Nanning begon haar loopbaan als keramist. Zij legde in haar werk de nadruk op het aanbrengen van kleur op gedraaide potten, waarbij zij zich op de kleurenleer van het Bauhaus richtte. Inspiratie kwam ook van de vormen van de schalen en kommen die de oorspronkelijke bewoners van Mexico maakten, en daarnaast werd ze beïnvloed door de felle kleuren van textiel en plastic gebruiksvoorwerpen uit Mexico. Ze maakte kommen en vazen waarbij ze gekleurde Mexicaanse garens als decoratieve of constructieve elementen toevoegde.
Vanuit de schaalvormen ontstonden autonome keramische objecten, die zij 'Fossiele vormen' noemde. Tijdens een studiereis naar Cappadocië, Turkije, deed Nanning inspiratie op voor werken in gestookte steengoedklei. Ze maakte ongeglazuurde, gedraaide pot- en vaasvormen die omwikkeld waren met touw. Tussen de insnoeringen ontstonden uitstulpingen.
In 1990 ontstond de serie ‘Galaxy’, die ze op de Zuid-Hollandse manifestatie ‘Keramiek ’90’ liet zien. In deze serie gebruikte Nanning geen glazuur en engobes, maar pure verfpigmenten. Deze techniek maakte niet alleen de oven overbodig, maar zorgde er ook voor dat zij schilderkunstige kleuren voor keramiek kon gaan gebruiken, zonder dat de kleur reflecteerde als bij glanzend glazuur. Ondanks dat alle kleuren hierdoor beschikbaar werden, koos Nanning voor een beperkt palet van zuivere, ongemengde pigmenten. Ze mengde deze pigmenten met fijn zand, om de contouren van haar objecten te verzachten. De draaiingen in haar objecten laten Nannings fascinatie voor eeuwigdurende beweging zien. ‘Galaxy’ leverde Nanning de prijs Keramiek '90 op, en een uitnodiging om deel te nemen aan de International Exhibition of Contemporary Ceramics in 1991 in Shigaraki, Japan.
Buitenlandse reizen, met name naar Japan, legden de basis voor Nannings werk. In Japan - en in het bijzonder in de tientallen kleine, gestileerde zentuinen - deed zij inspiratie op voor kommen met parallelle groeven en knoestige objecten van versteend hout met keramische onderdelen in de serie 'Terra'. In haar werk streeft Nanning het sublieme van de verstilling na; een perfecte afwerking, het weglaten van het overbodige en de rust om het op de juiste manier te doen. Een balans en harmonie tussen het statische en het dynamische, tussen groei en zwaartekracht.
Enkele losse objecten die rond 1996 geïnspireerd waren op bloemknoppen en zaadcapsules ontwikkelden zich tot de serie objecten in monochrome kleuren 'Botanica'.

## Monumentaal
In 1982 kreeg Nanning haar eerste monumentale opdracht. Voor een sociaal woningbouwcomplex aan het Ceramplein in Amsterdam ontwierp zij een wand met geïncorporeerd zitelement van geglazuurde stenen voor het toegangsportaal van het gebouw. Aan het einde van de jaren tachtig maakte Nanning vanuit keramische objecten die steeds groter werden haar eerste beelden voor de openbare ruimte. Zo maakte zij voor Rijksmuseum Twenthe de plastiek 'Draaiingen I', met een afmeting van 170 x 200 cm. In opdracht van de gemeente Amsterdam maakte Nanning drie jaar later 'Draaiingen II' voor de campus van de hoofdfaculteit van de Vrije Universiteit. Met architect Paul van Leeuwen ontwierp Nanning in CAD / CAM het monument voor de vulkaan Mt. Fuji. Dankzij het digitale draaiboek met alle ijkpunten werd het 'Monument voor de vulkaan Mt. Fuji: Petrified Dynamic Flow', vervolgens in Japan gemaakt en in 2007 geplaatst in Gotemba City, Japan.
In 1997 volgden monumentale opdrachten voor de openbare ruimte in Aalsmeer en in Driebergen, en in Wako City, Saitama. In 2002 en 2003 maakte Nanning een installatie van bloemen, 'Fleurs de Mer I-II' in polyurethaan, verguld met bladgoud, die de plafonds van de eetzalen in de cruiseschepen ms Zuiderdam en ms Oosterdam van de Holland-Amerika Lijn decoreren. In opdracht van de Raad van Bestuur van ABN AMRO Bank maakte Nanning de bloemen 'Seres', geïnspireerd op weelderige bladeren die lijken te wuiven in de wind. Voor deze bloemen experimenteerde ze met het nog zachte materiaal dat ze voortijdig uit de mallen haalde.
In 2010 ontwierp Nanning 24 ramen in een Woongebouw aan de Ruyterstraat in Huizen. Als basis voor de verschillende ingebrande kleurrijke 'float' ramen maakte Nanning kleine fusingglasplaten, die zij daarna met de computer bewerkte. De floatramen zijn vervaardigd in de (destijds nieuwe) SGG CREA-LITE COLOR decoratief techniek.

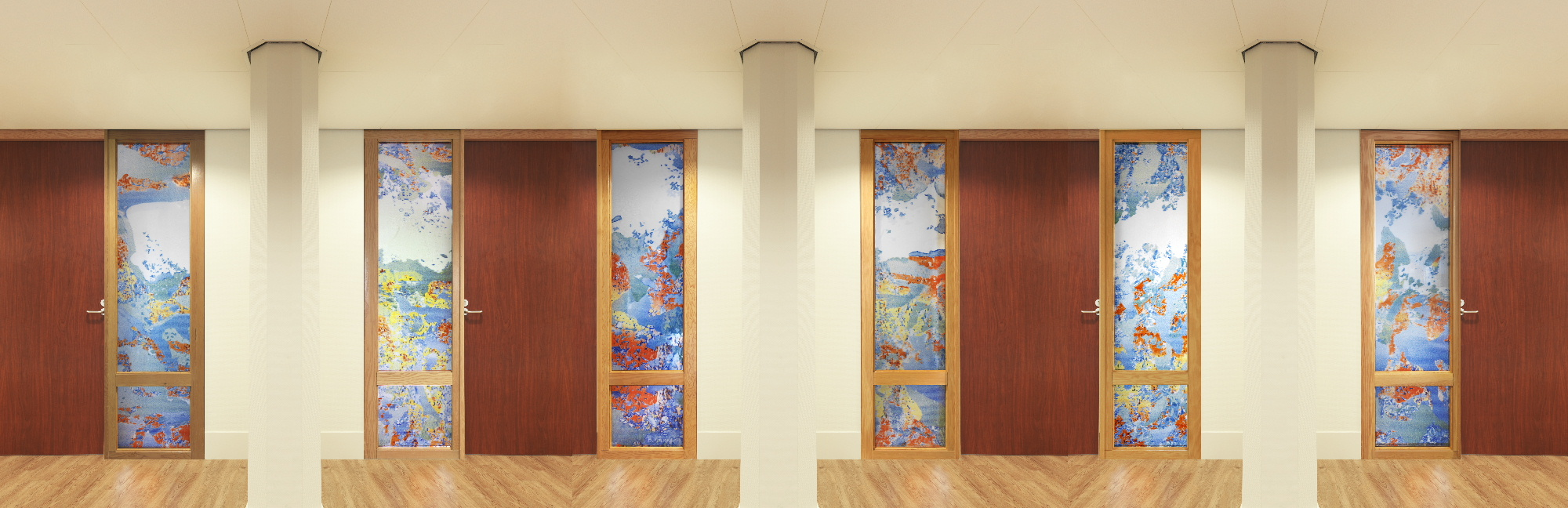
Barbara Nanning, 'Hemel', Ramen voor Woongebouw Huizen, 2010.
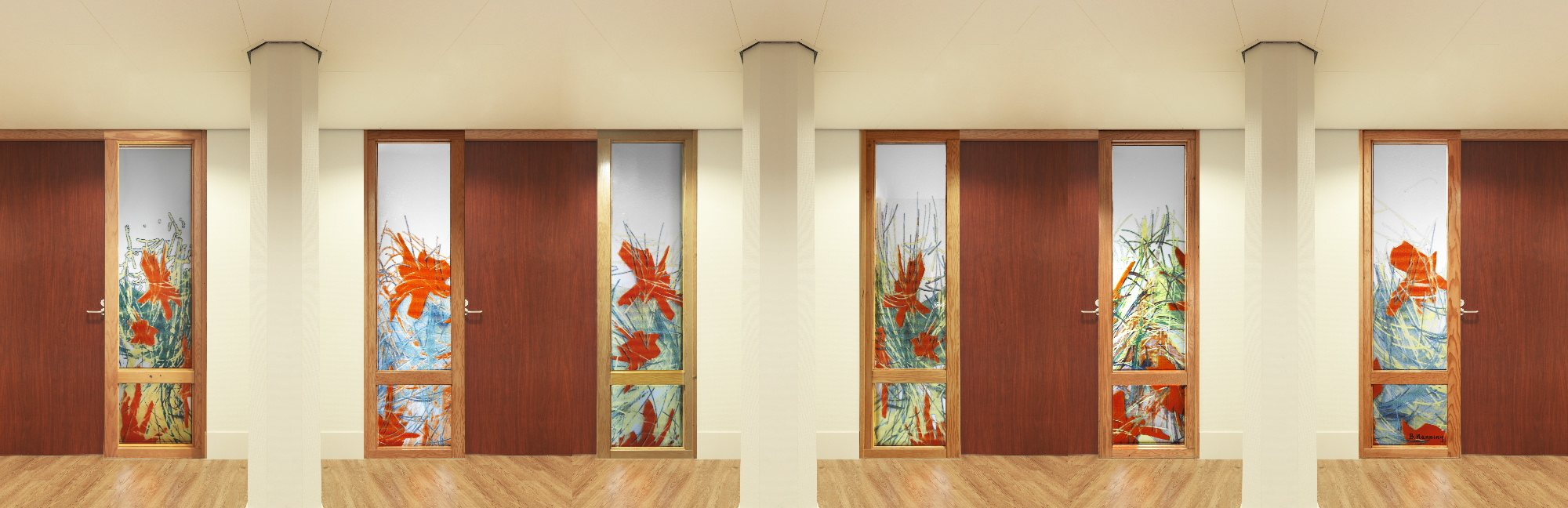
Barbara Nanning, 'Aarde', Ramen voor Woongebouw Huizen, 2010.

## Glas
Op uitnodiging van het Nationaal Glasmuseum en de Glasfabriek Royal Leerdam werkte Nanning in 1994 voor het eerst met glas. Ze maakte geblazen objecten die een nieuwe vorm kregen door ze te verzagen en daarna te slijpen en te polijsten. Nanning werkte bij Royal Leerdam, het Glascentrum Leerdam, het Amsterdamse glasatelier Van Tetterode en Vrij Glas in Zaanstad, en richtte zich meer en meer op het werken met glas.
Vanaf 2001 voert zij haar glasontwerpen in glasblazersatelier Ajeto in Lindava, Tsjechië uit. In deze werkplaats kan Nanning met meerdere kleurlagen werken en worden onder haar toeziend oog gelobte vormen geblazen, gezaagd, geslepen, gepolijst en gezandstraald.
In Nannings glasobjecten zijn verschillende werelden verenigd. Haar beeldtaal is gebaseerd op klassiek Boheems slijpwerk, decoratieve Japanse bloemmotieven, modern optisch geslepen glas, de natuur en kristallografie. Ze maakt gebruik van de verre églomisé techniek (verguld glas) en werkt hiervoor samen met vergulder Václav Novák, restaurator Vlastivědné muzeum a galerie Česká Lípa, Tsjechië. De benaming Verre églomisé is ontleend aan de Fransman Jean-Baptiste Glomy die deze eeuwenoude techniek heeft doen herleven.
Nanning begint elk uniek object vanuit een cirkel, dat zij de basisvorm in de natuur noemt. Vanuit daar komt de beweging en wordt de vorm bepaald. Vaak komt deze voort uit experimenten met pâte de verre [glaspasta], glasfusing, glasblazen en vergulden. In foto’s, schetsen en tekeningen legt Nanning haar inspiratie vast. Vanuit een fascinatie voor vorm, structuur en geometrie bestudeert ze kristallen, kwallen, bloemen en micro-organismen. In haar werk zoekt ze het contrast tussen orde en chaos, hard en zacht, star en soepel. Na de vorm volgt de kleur.
Nanning werkt niet alleen met geblazen glas, maar ook met versmolten vlakglas. Deze verwerkt ze als vensters in haar monumentale opdrachten. Ook maakte ze in intensieve samenwerking met de Amsterdamse meubelmaker Godfried Brands kasten met decoratieve glazen panelen. De geest van het Bauhaus, waar een intensieve wisselwerking tussen kunstenaars van verschillende disciplines in hun ateliers en ambachtslieden in hun werkplaatsen ten dienste stond van het eindproduct, zette zich voort in deze samenwerking.
In haar werkproces verenigt Nanning het klassieke ambacht met experimenten en innovatief materiaalgebruik. Met onderzoeksorganisatie TNO en bedrijven als Polarttech en Hyperlast werkte Nanning samen om nieuwe materialen te ontwikkelen.
De installatie 'Eeuwige lente' bestaat uit glazen geblazen en handgevormde spierwitte takken die uit wand-, tafel- en vloerobjecten steken, uit knoesten van knotwilgen of uit koralen. Met de vergulde boeketten vertaalt Nanning de barokke vormgeving van de achttiende eeuw naar een eenentwintigste eigentijdse vormentaal.
In de serie 'Gekleurde schaduwen' tekent Nanning met glas, waarbij tekening meegaat in de vorm. Zij past hier de eeuwenoude Murrine techniek op een geheel eigen wijze toe. Bij het trekken van glasdraden, die opgebouwd zijn uit meerdere kleurlagen, gaat het om tekening en variëteit. Grilligheid en maatvoering roepen een beeld op van celdeling in de natuur. De kleuren liggen als dunne lagen over elkaar heen en vouwen zich in de uitgeblazen welvingen; ze lijken als Gekleurde schaduwen van elkaar los te komen. Vorm en kleur worden een stilleven.
In 2020 startte Nanning in nauwe samenwerking met de Tsjechische slijper Aleš Zvěřina de serie Chimaera, waarvoor zij gebruik maakt van alexandriet- en uraniumglas. Met zaagsneden en geslepen facetten bracht ze diepte en optische effecten in de objecten.
In haar serie 'Byzantium' heeft Nanning inspiratie geput uit de grootse kleurenpracht van de Byzantijnse mozaïeken. De schilder Gustav Klimt gaf er in het begin van de twintigste eeuw een eigen invulling aan, toen hij de Stoclet-fries in de eetzaal van Palais Stoclet te Brussel maakte. Nanning vertaalt de herinterpretatie van de Byzantijnse mozaïeken door het vergulden van opengelaten ruimtes tussen de glazen canes met 23.5 karaats bladgoud, waardoor haar vormen nu een ongekende rijkdom tonen.
De Verenigde Naties (UNESCO) riepen het jaar 2022 uit tot het United Nations International Year of Glass (IYOG2022). Ditzelfde jaar werd Barbara Nanning door Stichting Kunstweek gekozen tot Kunstenaar van het jaar. Hiermee was zij de eerste glaskunstenaar die deze eretitel ontving.

## Werken (selectie)
- 2008 Nautilus, IJburg
- 2007 Petrified Dynamic Flows (Fuji-monument) in Gotenba
- 2004 Vis-à-Vis, Wako City, Saitama, Japan
- 2002-2003 Fleurs de Mer I – II, ms. Zuiderdam en ms. Oosterdam
- 2001 Ramen, Uitvaartcentrum Daelwijck, Utrecht
- 1999 Bloemknoppen, bij het KLPD [nu: Landelijke Eenheid van de Nationale Politie] in Driebergen
- 1999 Galaxy, TNO/TPD, Eindhoven
- 1997 Liggende bloem, Aalsmeer
- 1992 Infinite Movement, Vrije Universiteit, Amsterdam

## Solotentoonstellingen (selectie)
- 2022-2023 Museum JAN, 'Barbara Nanning. Bewogen verstilling'
- 2019 Kunstmuseum, ‘Barbara Nanning. Eeuwige Beweging’
- 2016 Museum Rijswijk, ‘Barbara Nanning. Gekleurde Schaduwen in Glas’, 2016
- 2012 Design Museum Gent, ‘Barbara Nanning. Eeuwige Lente’
- 2011 Glasmuseum Alter Hof Herding, Coesfeld, ‘Barbara Nanning. Ewiger Frühling – Eternal Spring’
- 2003 Singer Laren, ‘Barbara Nanning. Evolution’
- 2001 Nationaal Glasmuseum Leerdam, ‘Barbara Nanning. Fleurs de Verre’
- 1993 Stedelijk Museum Amsterdam, 'Barbara Nanning. Terra. Reizen in tijd en ruimte'

## Boeken
- Titus Eliëns, Barbara Nanning – Eeuwige beweging. Keramiek, installaties en glaskunst [Dutch edition], Zwolle 2019. ISBN 9789462622555
- Titus Eliëns, Barbara Nanning – Eternal Movement. Ceramics, Installations and Glass Art [English edition], Zwolle 2019. ISBN 9789462622562
- Thimo te Duits, Barbara Nanning, Barbara nanning_evolution [Dutch, English and Japanese edition], Amsterdam 2003. ISBN 9090173692
- Liesbeth Crommelin, Paul Donker-Duyvis, Barbara Nanning, Galaxy & Terra, Ceramics - Reizen in tijd en ruimte [Dutch and English edition], Amsterdam 1993. ISBN 9066171065